# Champsodon nudivittis
Champsodon nudivittis es una especie de pez actinopeterigio marino, de la familia de los campsodóntidos.

## Morfología
Con el cuerpo alargado y boca grande característico de la familia, la longitud máxima descrita es de 11 cm. En la aleta dorsal presenta 4 a 6 espinas y 18 a 23 radios blandos, mientras que en la aleta anal tiene 16 a 21 radios blandos; una hilera de 5 a 9 pares de papilas sensoriales en la superficie dorsal de la cabeza desde el hocico hasta interorbital; papilas sensoriales entre los ojos no dispuestas en un semicírculo.

## Distribución y hábitat
Se distribuye por aguas del suroeste del océano Pacífico desde Filipinas hasta Australia, así como por el océano Índico desde Madagascar a Indonesia, incluido el mar Rojo. Descrita su presencia en el golfo de Alejandreta (Turquía), probablemente especie invasora en el mar Mediterráneo junto con Champsodon vorax, introducidas en este mar en las aguas de lastre de los barcos. Son peces marinos de agua tropical, de hábitat tipo pelágico, que prefieren un rango de profundidad desde la superficie hasta los 335 m.